# Ocell sastre de Luzon
L'ocell sastre de Luzon (Orthotomus derbianus) és una espècie d'ocell passeriforme que pertany a la família Cisticolidae endèmica de Filipines.

## Distribució
Es troba únicament al nord de Filipines, a les illes de Luzon, Catanduans i Polillo.